# South China Sharks

South China Sharks är en ishockeyklubb från Hongkong. Klubben bildades år 2010 och spelar i CIHL Hong Kong.